# Connecticut Lady Wolves
Die Connecticut Lady Wolves waren ein US-amerikanisches Frauenfußball-Franchise aus New Britain, Connecticut.

## Geschichte
Das Franchise wurde im Jahr 1995 gegründet und startete nach einem Vorbereitungsturnier in Maryland zur Saison 1995 in den Spielbetrieb im Juni des Jahres. Nach der ersten Regular Season landete das Team auf dem dritten Platz der Eastern Division. Danach kamen ebenfalls ein dritter sowie ein vierter Platz in den beiden darauffolgenden Spielzeiten. Zur Saison 1998 wechselte die Mannschaft innerhalb der Liga in die schwächere separat laufende W-2 Division. Dort schloss man mit 12 Punkten aber auch nur auf dem vierten Platz in der dortigen North Division ab. Nach dieser Spielzeit wurde das Franchise schließlich aufgelöst. Es scheint aber noch bis ins 1999 existiert zu haben.